# Libystes
Libystes is een geslacht van kreeftachtigen uit de klasse van de Malacostraca (hogere kreeftachtigen).

## Soorten
- Libystes edwardsi Alcock, 1900
- Libystes lepidus Miyake & Takeda, 1970
- Libystes nitidus A. Milne-Edwards, 1867
- Libystes paucidentatus Stephenson & Campbell, 1960
- Libystes vietnamensis Tien, 1969
- Libystes villosus Rathbun, 1924